# 미국-폴란드 관계
미국과 폴란드 간의 외교적 공식 관계는 폴란드가 123년 동안 폴란드 분할로부터 외국의 지배를 받아 공화국으로 자리 잡은 후 1919년에 시작되었다. 그러나 미국과의 관계는 17세기로 거슬러 올라간다. 당시 폴란드-리투아니아 연방은 유럽에서 가장 큰 강대국 중 하나였으며 많은 폴란드인이 13개 식민지로 이주했다. 미국 독립 전쟁 동안 폴란드 군 사령관 타데우시 코시치우슈코와 카지미에시 푸와스키는 애국 운동에 크게 기여했으며, 코우시우스코는 미국의 국민 영웅이 되었다. 1989년 이후 폴란드-미국 관계는 굳건해졌으며 폴란드는 NATO와 유럽 연합의 일원으로서 미국의 주요 유럽 동맹국 중 하나이다. 두 나라 (폴로노필리아) 사이에는 문화적 이해가 깊다. 미국 국무부에 따르면 폴란드는 여전히 "철저한 동맹국"이자 "유럽과 전 세계의 안보와 번영을 촉진하는 데 있어 가장 강력한 대륙 파트너 중 하나"로 남아 있다. 폴란드는 2003년 미국 주도의 이라크 전쟁 연합에 참여한 4개국 중 하나이기도 한다.
폴란드는 긴밀한 역사적 유대 외에도 유럽과 세계에서 가장 일관되게 친미 성향이 강한 국가 중 하나로, 2002년에는 79%, 2013년에는 67%의 폴란드인이 미국을 긍정적으로 평가했다. 2012년 미국 글로벌 리더십 보고서에 따르면 폴란드인의 36%가 미국의 리더십에 찬성하며, 30%는 반대, 34%는 불확실하다고 답했다. 2013년 BBC 세계 서비스 여론조사에서는 폴란드인의 55%가 미국의 영향력을 긍정적으로 평가하여 조사 대상 유럽 국가 중 가장 높은 평가를 받았다. 2022년 6월, 퓨 연구센터 보고서에서는 조사 대상 폴란드인의 3%만이 부정적인 의견을 가지고 있었으며, 이는 조사 대상 17개국 중 가장 낮은 수치이다. 또한 91%가 긍정적인 의견을 가지고 있었으며, 이는 조사에서 가장 높은 수치이다.